# 克里斯泰斯
克里斯泰斯是巴西米纳斯吉拉斯州的一个市镇。总面积627.704平方公里，总人口10631人，人口密度16.9人/平方公里。